# It's Alright, Ma (I'm Only Bleeding)
(It's Alright, Ma (I'm Only Bleeding), Bob Dylan)
It's Alright, Ma (I'm Only Bleeding) (letteralmente, in lingua italiana: "Va tutto bene, ma' (sto solo sanguinando)" è un brano musicale composto ed eseguito dal cantautore statunitense Bob Dylan, incluso nell'album Bringing It All Back Home del 1965. La composizione della canzone risale all'estate del 1964 e il pezzo fu suonato dal vivo per la prima volta il 10 ottobre del 1964 e registrato in studio il 15 gennaio 1965. Descritta dal biografo di Dylan Howard Sounes come un "oscuro capolavoro", la canzone contiene alcune delle liriche più memorabili dell'intera discografia di Dylan. Tra i versi più celebri presenti nella canzone citiamo: «Money doesn't talk, it swears» ("I soldi non parlano, imprecano"), «he not busy being born is busy dying» ("Chi non è occupato a nascere è occupato a morire"), e «But even the president of the United States sometimes must have to stand naked» ("A volte anche il presidente degli Stati Uniti si ritrova nudo"). Il testo del brano esprime la rabbia di Dylan nei confronti dell'ipocrisia, del consumismo, dei sostenitori della guerra, e della cultura americana contemporanea, ma a differenza delle sue prime canzoni di protesta, It's Alright, Ma (I'm Only Bleeding) non esprime sentimenti di ottimismo verso un futuro migliore o dei possibili cambiamenti sociali.
Dylan dichiarò più volte che It's Alright, Ma (I'm Only Bleeding) è una di quelle canzoni alle quali è maggiormente legato, e l'ha spesso suonata nel corso dei suoi concerti. Versioni dal vivo della canzone sono state pubblicate negli album The Bootleg Series Vol. 6: Bob Dylan Live 1964, Concert at Philharmonic Hall, Before the Flood e Bob Dylan at Budokan. Il brano è stato reinterpretato da numerosi artisti nel corso degli anni, inclusi Roger McGuinn, The Byrds, Billy Preston, Hugo Race, Terence Trent D'Arby, Mick Farren, Caetano Veloso, Marilyn Scott, e The Duhks.

## Il brano
Dylan scrisse It's Alright, Ma (I'm Only Bleeding) nell'estate 1964. Anche se si riservò il tempo necessario per sviluppare compiutamente la canzone, come aveva fatto in occasione di Mr. Tambourine Man, egli la finì in tempo per includerla in Bringing It All Back Home, che venne registrato nel gennaio del 1965. La versione inclusa nell'album venne incisa il 15 gennaio 1965, lo stesso giorno nel quale furono registrati i brani Mr. Tambourine Man, Gates of Eden e It's All Over Now, Baby Blue, con la produzione di Tom Wilson. Si è a lungo creduto che ognuna delle quattro canzoni presenti sulla seconda facciata dell'LP Bringing It All Back Home fossero state registrate una dietro l'altra nel corso di un'unica seduta di registrazione senza interruzioni. Tuttavia, esiste un nastro relativo ad una falsa partenza di It's Alright, Ma (I'm Only Bleeding).
Nel suo libro Bob Dylan, Performing Artist, l'autore Paul Williams suggerì che la canzone potesse essere incentrata "sulla possibilità che la dichiarazione politica più importante dei nostri tempi sia che siamo tutti nutriti da un'immagine sfalsata della realtà, che ci bombarda da ogni direzione". Williams si spinge anche oltre affermando come la canzone ritragga con maestria la figura di un individuo alienato che rifiuta le regole sociali del mondo moderno riaffermando così la propria libertà individuale.
Sebbene condivida un prevalente senso di entropia sociale con il brano che la precede sull'album, Gates of Eden, la critica in It's Alright, Ma (I'm Only Bleeding) è più diretta e meno allusiva.
Il verso iniziale del brano, «Darkness at the break of noon» ("Oscurità allo scoccare del mezzogiorno"), riecheggia il titolo del romanzo anti-comunista Buio a mezzogiorno (Darkness at Noon) di Arthur Koestler. Secondo il critico Andy Gill, attraverso questa citazione, Dylan ci suggerisce che lo spirito umano può essere affossato nell'oscurità in egual modo dal comunismo e dal capitalismo americano.
Una delle strofe più celebri della canzone ricorda agli ascoltatori che anche le persone più potenti prima o poi verranno giudicate:
«But even the president of the United States
Sometimes must have to stand naked»
Questa strofa acquisì particolare pregnanza di significato quando Dylan eseguì la canzone durante il suo tour del 1974 con The Band, pochi mesi prima che Richard Nixon rassegnasse le proprie dimissioni dalla carica di Presidente degli Stati Uniti in seguito allo scandalo Watergate.

## Cover
Notoriamente, la reinterpretazione più celebre del brano è quella di Roger McGuinn incisa per la colonna sonora del film Easy Rider del 1969. Lo sceneggiatore e protagonista della pellicola, Peter Fonda, in origine avrebbe voluto utilizzare nel film proprio la versione di Dylan del brano, ma non riuscendo ad acquistarne i diritti, chiese a McGuinn di incidere una cover della canzone. Anche se la versione di McGuinn di It's Alright, Ma (I'm Only Bleeding) venne indicata come una esecuzione solista dello stesso nelle note dell'album, in realtà vede la partecipazione, oltre di McGuinn alla chitarra e voce, anche di Gene Parsons all'armonica a bocca.
Gli stessi Byrds, registrarono una versione della canzone nel 1970 durante le sedute di registrazione per l'album (Untitled) ma la cover non trovò spazio nella scaletta definitiva del disco.
Nel 1971, Nannie Parres incluse It's Alright, Ma (I'm Only Bleeding) nel suo album I Thought About You e nel 1973 Billy Preston incluse la canzone in Everybody Likes Some Kind of Music. Bettina Jonic inserì una cover del brano nel suo album del 1975 intitolato The Bitter Mirror. Altri artisti che hanno reinterpretato la canzone negli anni includono: Hugo Race, Terence Trent D'Arby, Mick Farren, Caetano Veloso, Marilyn Scott, The Duhks, e Ground Components.
Nel 2014, Lee Abramson reinterpretò It's Alright, Ma (I'm Only Bleeding) nell'album Blood.

## Influenza e riconoscimenti
Clinton Heylin, nel suo libro Bob Dylan: Behind the Shades Revisited, scrisse che la canzone "aprì le porte ad un nuovo genere di canzoni d'accusa, non solo per Dylan ma per l'intero panorama pop". A ciò, Heylin aggiunse che It's Alright, Ma, probabilmente contiene più "aforismi memorabili" di ogni altra canzone di Dylan. Uno di questi è la frase: «he not busy being born is busy dying», che venne citata da Jimmy Carter nel suo discorso di insediamento presidenziale durante la convention del partito Democratico del 1976.
Altra frase celebre proveniente dal testo è «Money doesn't talk, it swears», inserita nel The Oxford Dictionary of Quotations. In aggiunta, il Columbia Dictionary of Quotations riporta altre tre frasi della canzone: «Although the masters make the rules, for the wisemen and the fools», «But even the president of the United States sometimes must have to stand naked» e «Everything from toy guns that spark to flesh-colored Christs that glow in the dark, it's easy to see without looking too far that not much is really sacred».
Nel 2005, in un sondaggio dei lettori della rivista Mojo, It's Alright, Ma (I'm Only Bleeding) è stata classificata all'ottava posizione nella lista delle migliori 100 canzoni di Bob Dylan. Nel 2002, la rivista Uncut classificò il brano al quinto posto in una classifica simile.